# Wojciech Wąsikiewicz
Wojciech Wąsikiewicz (Poznań, 15 de julio de 1946 - ibídem, 4 de marzo de 2015) fue un entrenador de fútbol polaco que entrenó desde 1985 hasta 2011.

## Biografía
Tras jugar en las filas inferiores del Olimpia Poznań, se dedicó a entrenar tras obtener la UEFA Pro Licence. Debutó como entrenador en 1985 con el Dyskobolia Grodzisk Wielkopolski, donde ejerció el cargo de entrenador durante cinco años. Posteriormente entrenó al Sokół Pniewy, Warta Poznań, Wisła Płock y al Lechia Gdańsk —ejerciendo el cargo de segundo entrenador—. En 1997 el Amica Wronki le fichó hasta 1998, ganando la Copa de Polonia y la Supercopa de Polonia, dejando al club al acabar la temporada. Siguió entrenando al Lech Poznań, Warta Poznań y al Arka Gdynia hasta 2006. En diciembre de 2007 fue condenado a tres años y medio de prisión por amaños de partidos con el Arka Gdynia. Wąsikiewicz se declaró culpable y se entregó voluntariamente. Tras cumplir la pena, en 2010 volvió a los terrenos de juego para entrenar al Polonia Słubice, y posteriormente al Tur Turek, donde se retiró en 2011.
Falleció el 4 de marzo de 2015 a los 68 años de edad.

## Clubes
| Club                               | País    | Año         |
| ---------------------------------- | ------- | ----------- |
| Dyskobolia Grodzisk Wielkopolski   | Polonia | 1985 - 1990 |
| Sokół Pniewy                       | Polonia | 1993        |
| Warta Poznań                       | Polonia | 1994 - 1995 |
| Wisła Płock                        | Polonia | 1995        |
| Lechia Gdańsk (segundo entrenador) | Polonia | 1995 - 1996 |
| Amica Wronki                       | Polonia | 1996 - 1997 |
| Amica Wronki                       | Polonia | 1997 - 1998 |
| Lech Poznań                        | Polonia | 2000        |
| Warta Poznań                       | Polonia | 2001 - 2002 |
| Warta Poznań                       | Polonia | 2003 - 2004 |
| Arka Gdynia                        | Polonia | 2004        |
| Arka Gdynia                        | Polonia | 2005 - 2006 |
| Polonia Słubice                    | Polonia | 2010 - 2011 |
| Tur Turek                          | Polonia | 2011        |

## Palmarés

### Campeonatos nacionales
| Título               | Club         | País    | Año  |
| -------------------- | ------------ | ------- | ---- |
| Copa de Polonia      | Amica Wronki | Polonia | 1998 |
| Supercopa de Polonia | Amica Wronki | Polonia | 1998 |